# Frankenfish
Frankenfish – amerykański film fantastyczno-naukowy grozy z 2004 roku.

## Treść
Na bagnach Luizjany zostają znaleziona zmasakrowane zwłoki mężczyzny. Policyjny biolog Sam Rivers udaje się na miejsce by zbadać sprawę.Szybko przekonuje się, ze sprawcą zabójstwa jest gigantyczna, zmutowana ryba. Wkrótce sam znajdzie się w niebezpieczeństwie.

## Obsada
- Tory Kittles - Sam Rivers
- K.D. Aubert - Eliza
- China Chow - Mary Callahan
- Matthew Rauch - Dan
- Donna Biscoe - Gloria Crankton
- Tomas Arana - Jeff
- Mark Boone Junior - Joseph
- Reggie Lee - Anton
- Noelle Evans - Bobbi
- Richard Edson - Roland
- Muse Watson - Elmer
- Steve Ritzi - Pilot
- Ron Gural - szeryf
- Eugene Collier - John Crankton
- Sean Patterson - Abrams
- Raoul Trujillo - Ricardo
- Marco St. John - szef